# Zelienople (Pennsylvanie)
Zelienople est un borough situé au sud-ouest du comté de Butler, en Pennsylvanie, aux États-Unis,. En 2010, il comptait une population de 3 812 habitants.

## Démographie
Lors du recensement de 2010, le borough comptait une population de 3 812 habitants. Elle est estimée, en 2017, à 205 habitants.

### Source de la traduction
- (en) Cet article est partiellement ou en totalité issu de l’article de Wikipédia en anglais intitulé « Zelienople, Pennsylvania » (voir la liste des auteurs).